# Philomon Baffour
Philomon Baffour (ur. 6 lutego 2001 w Akrze) – ghański piłkarz grający na pozycji prawego obrońcy. Od 2022 jest piłkarzem klubu Rio Ave FC.

## Kariera klubowa
Swoją karierę piłkarską Baffour rozpoczął w klubie Dreams FC. W 2018 roku zadebiutował w jego barwach w ghańskiej Premier League. W 2022 roku przeszedł do portugalskiego Rio Ave FC, w którym jest zawodnikiem zespołu M23.

## Kariera reprezentacyjna
Baffour grał w reprezentacji Ghany U-20. W 2021 roku był w jej kadrze na Puchar Narodów Afryki U-20. W 2022 roku został powołany do reprezentacji Ghany na Puchar Narodów Afryki 2021. Na tym turnieju nie rozegrał żadnego meczu.